# Heidekielspriet
De heidekielspriet (Poecilus lepidus) is een keversoort uit de familie van de loopkevers (Carabidae). De wetenschappelijke naam van de soort werd in 1785 gepubliceerd door Nathanael Gottfried Leske.